# Tullio Figini
Tullio Figini (Bruzzano, 1902 – Milano, 1971) è stato uno scultore italiano.

## Biografia
Nato a Bruzzano, vicino a Milano, nel 1902, durante l'infanzia serve come garzone in una fonderia a cera persa, dove entra così in contatto con il mondo della scultura. Viene quindi iscritto dalla famiglia alla Scuola degli Artefici di Brera e del Castello Sforzesco per poi diplomarsi all'Accademia di Brera.
Insieme a Giuseppe Austoni e Angelo Manescardi negli anni trenta crea a Milano la M.A.F. fonderia d'arte da cui escono numerosi capolavori in bronzo di scultori del Novecento, tra cui Giacomo Manzù e Agenore Fabbri.
Nel 1936 gli viene assegnato il premio Tantardini, e comincia da allora la sua frequente partecipazione a numerose mostre e manifestazioni artistiche, tra le quali spiccano le Biennali di Venezia e le Quadriennali di Roma. Frattanto altri riconoscimenti importanti gli sono conferiti: nel 1938 e nel 1940 viene scelto per il concorso di secondo grado bandito per l'esecuzione della Fontana di Piazza Duca d'Aosta a Milano.
Ha realizzato una Giovanna d'Arco  per le guglie del Duomo di Milano. Altre sue opere importanti sono un David in bronzo che, nel 1941, vince un Premio conferito dal Ministero dell'Educazione Nazionale, il Ritratto di Nuci esposto alla Biennale di Venezia del 1940, la Ragazza che gioca alla sposa anche questa esposta alla Biennale di Venezia nel 1942, una Testina di fanciulla esposta alla Quadriennale di Roma nel 1943 e molte altre.
Nell'atrio del Palazzo della Posta Centrale fa bella mostra di sé la statua monumentale in bronzo Il maratoneta con dedica Al postelegrafonico.
Alcune sue opere sono conservate nella Fondazione Lercaro